# Forcipomyia dorsalis
Forcipomyia dorsalis är en tvåvingeart som beskrevs av Wirth och Dow 1972. Forcipomyia dorsalis ingår i släktet Forcipomyia och familjen svidknott. Inga underarter finns listade i Catalogue of Life.